# Szurdok-völgyi 2. sz. víznyelő
A Szurdok-völgyi 2. sz. víznyelő a Duna–Ipoly Nemzeti Park területén lévő Pilis hegységben, a Pilisszentkereszt szélén található Szurdokban elhelyezkedő egyik víznyelőbarlang. Magyarország megkülönböztetetten védett barlangjai között van.

## Leírás
A népszerű kirándulóhelyen lévő barlang bejáratánál pihenőhely található. A lezárt barlang a Duna–Ipoly Nemzeti Park Igazgatóság engedélyével, és kötéltechnikai eszközök használatával látogatható.
A 80 m mélységig feltárt, tág, aktív víznyelőbarlang legnagyobb légterű járata a 18 m-es nagy akna, amely az alján 4 m átmérőjű. Csak rendkívüli szárazságban apad el a barlangban zuhogó víz (pl. 2012 nyarán történt ilyen eset). A valódi víznyelőként kioldódott, napjainkig víznyelőként működő barlangban kevés a cseppkő. A felső aknában viszont sok kipreparálódott ősmaradvány látható. Szokatlan elemként gömbölyű kavicsok, közük akár 5 kg-os, legömbölyített andezittömbök fordulnak elő benne. A szurdokban nem ez az egyetlen víznyelő.
2012-ben nevezték először Szurdok-völgyi 2. sz. víznyelőnek a barlangot a szakirodalomban. A barlangot Szentkereszti-víznyelő (Kocsis 2014) és Szurdok-völgyi 2. számú víznyelő (Kocsis 2014) néven is említik.

## Kutatástörténet
Az 1914. évi Barlangkutatásban szó van arról, hogy a Pilis hegyvidékben csak három víznyelőbarlang van. A Macska-barlangon és az Ürömi-víznyelőbarlangon kívül van még egy a Macska-barlanghoz közeli Hosszú-hegy vonulata mentén, a Pilisszentkereszt közvetlen közelében lévő szurdok sziklás szakadékában. Kis patak folyik keresztül ezen a szakadékon, amely itt veszti el vizének egy részét. Jordán Károly és néhány társa évekkel ezelőtt behatoltak a patak vizének elterelése után a meder fenekén látható üregbe. Mivel azonban a csatorna rendkívül szűk volt és a fejük felett lévő, gáttal elzárt patak vízbetöréssel fenyegette őket, ezért kénytelenek voltak hamar félbeszakítani vállalkozásukat.
Az MKBT Tájékoztató 2011. november–decemberi füzetében az van írva, hogy az Anubisz Barlangkutató Csoport több évig tartó kutatómunkája és a pilisszentkereszti szurdok patakmedrének megfelelő pontjáról kiemelt kő meghozták a régóta várt eredményt: a csoport bejutott a Pilis hegység egyetlen aktív patakos barlangjába. A barlang becslések alapján 130–140 m hosszú és bejárt mélysége kb. 70–80 m. Hogy mennyire patakos, azt jól mutatja, hogy csak neoprén aláöltözetben tudtak a csoport tagjai hosszabb ideig lent dolgozni a barlangban még az elmúlt hónapok nagyon száraz időjárása ellenére is. A Dera-patak vize a szurdok szálkőaljzatán felszínre nyíló, részben eltömődött nyelési pontokon át bukkan elő a barlangban lévő kürtőkben, aknákban.
27 m mély a barlang legnagyobb aknája, amely 3–4 m-es átmérővel kezdődik és az alján pedig 7–8 m-re szélesedik. Csapadékosabb időben itt egy hasonló magasságú vízesésben gyönyörködhet, ereszkedhet és mászhat a barlangot látogató. Intenzív, alulról áramló légmozgás észlelhető a barlang alsó járataiban. A jelenségből egy nagy méretű, a Pilis hegy felől jövő, még feltáratlan patakos ágra lehet következtetni, vagy arra, hogy a Szurdok-völgyi 2. sz. víznyelő összefügg azokkal a hévizes tevékenységgel keletkezett, légteres barlangjáratokkal, amelyek a Hosszú-hegy felső részén találhatók. A barlangot lezárta a csoport a szurdokban kiránduló sok túrázó miatt. A barlang előzetes egyeztetés után megtekinthető kötéltechnikai ismeretekkel rendelkező kutatóknak.
Az Anubisz Barlangkutató Csoport 2011. évi jelentésében az olvasható, hogy a csoport 2011. július 15-én, egy terepbejáráskor a pilisszentkereszti szurdok É-i bejáratánál, a pihenőhely melletti völgytalp patakmedrének oldalában felfedezett egy addig ismeretlen barlangot. A csoport tagjai a patakparton haladva meglepődve észlelték, hogy jól érzékelhetően egy 30×30 cm átmérőjű nyíláson át hideg levegő áramlik a felszínre. Kiemelték a barlang bejárati szűkületében lazán elhelyezkedő néhány követ és beláttak egy szálkőben induló, 6 m mély és 1×1,5 m átmérőjű aknába. Az akna talpszintjére leérkezve beláttak a járat oldalfalából induló néhány párhuzamos ikerakna bejáratába. Ezek legtöbbje 10–30 cm közötti átmérőjű volt, de a főakna és egy másik járat annyira ki volt oldva, hogy elképzelhetőnek tűnt azokon keresztül továbbjutni, mert lenézve egy 1,5 m-rel lejjebb lévő kis termet (1,5×2 m) láttak.
A két járatból nagyon intenzíven áramlott fel a hideg levegő, de ilyenek voltak a főjáratból nyíló kisebb oldalaknák is. Hallották az akna alján állva, hogy valahol alattuk patak csobog és a víz hangja jelentős méretű járatokat sejtető hanggal verődik vissza. Félretoltak két-három követ, majd lecsúsztak az egyik csőszerű járaton a kis terembe, ahonnan ablakszerű (50×40 cm) átszakadáson át láttak egy nagy ikeraknát, amely ovális keresztmetszetű, 1,5 m széles, 3 m hosszú és 15 m mély volt. Kötélen leereszkedtek az aknán egy kb. 2 m széles és vízszintes szálkőperemre. Ekkor lett nyilvánvaló, hogy aktív patakos barlangot találtak, amelyből nincs több a Pilis hegységben. Sok kisebb-nagyobb kürtőn keresztül, részben eltömődött nyelési pontokon át a felszínen folyó Dera-patak vize nagy vízhozammal szivárgott le.

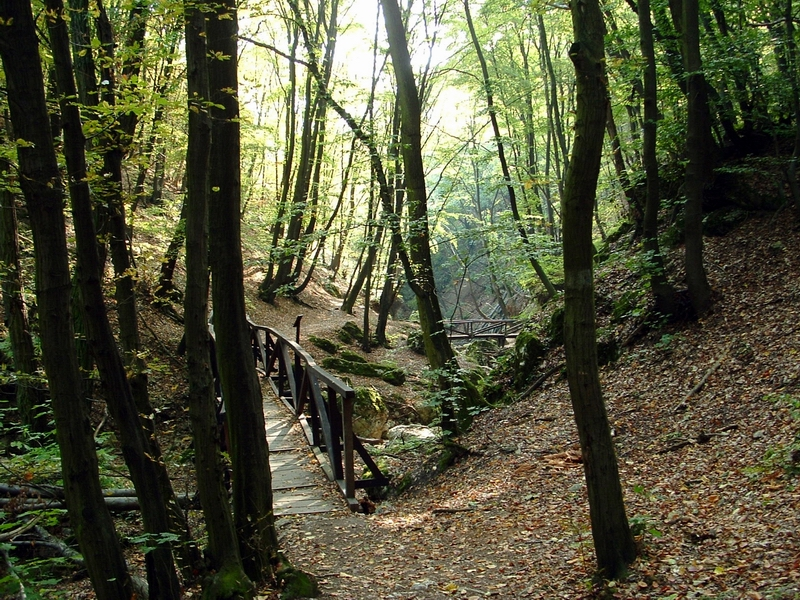
Részlet a Pilisszentkereszt melletti szurdokból

Az akna falain nagyon jól megfigyelhetők voltak a hidegvizes erózió markáns formái, amelyek teljesen különböztek a Pilis hegységben lévő barlangok megszokott formáitól. A szálkőperemről 8 m-t ereszkedve egy 2,5 m széles és 70 cm magas, folyamatosan táguló ferde hasadékon át egy nagy kőtömbökből álló, 1,5×3 m alapterületű stabil álfenékre érkeztek. A hasadék ezen a ponton elér egy jelentős méretű, 4 m széles és 27 m mély aknát, amelynek az alsó részén 7–8 m az átmérője. Ennek az aknának az aljzata sima, enyhén lejtő tömör szálkő vetőtükör és teljesen hiányoznak a talpszintről az ilyen méretű aknák alján összegyűlt omladékkőtömbök. Az egyik oldalfalból néhány helyen felegyenesedve járható, 15 m hosszú, patakos oldalág kezdődik, amelynek szépen oldott szálkő a medre. Az oldalág végén a patakvíz légréses homokszifonban tűnik el.
Az aknába visszatérve felkeltette figyelmüket egy másik hasadék, amely fejmagasságnál kezdődött és erős légmozgás volt benne. Az eleje csak 25–30 cm széles volt, de járhatóvá vált néhány beszorult kő eltávolításával. A hasadékban 5 m-t haladtak előre és egy 3–4 m átmérőjű terembe jutottak, amelynek mennyezetéből tág, 10–15 m-ig belátható kürtő indult fel. A nagy aknába visszatérve, annak túlsó oldalából egy másik 8 m-es aknán leereszkedve 10 m hosszú és 5 m széles termet fedeztek fel. A terem túlsó végéből 1 m magas és helyenként csak 25–30 cm széles, vízszintes, meanderező hasadék kezdődött, amely kb. 10 m után beletorkollott egy 2 m széles és 5 m mély, hófehér cseppkövekkel díszített kereszthasadékba. A kereszthasadék 6–7 m hosszú, tág vízszintes járaton át vezet egy nagy kőtömbökből álló omladékhoz, amely egy felette lévő szinten elhelyezkedő és még feltáratlan teremből kerülhetett ide.

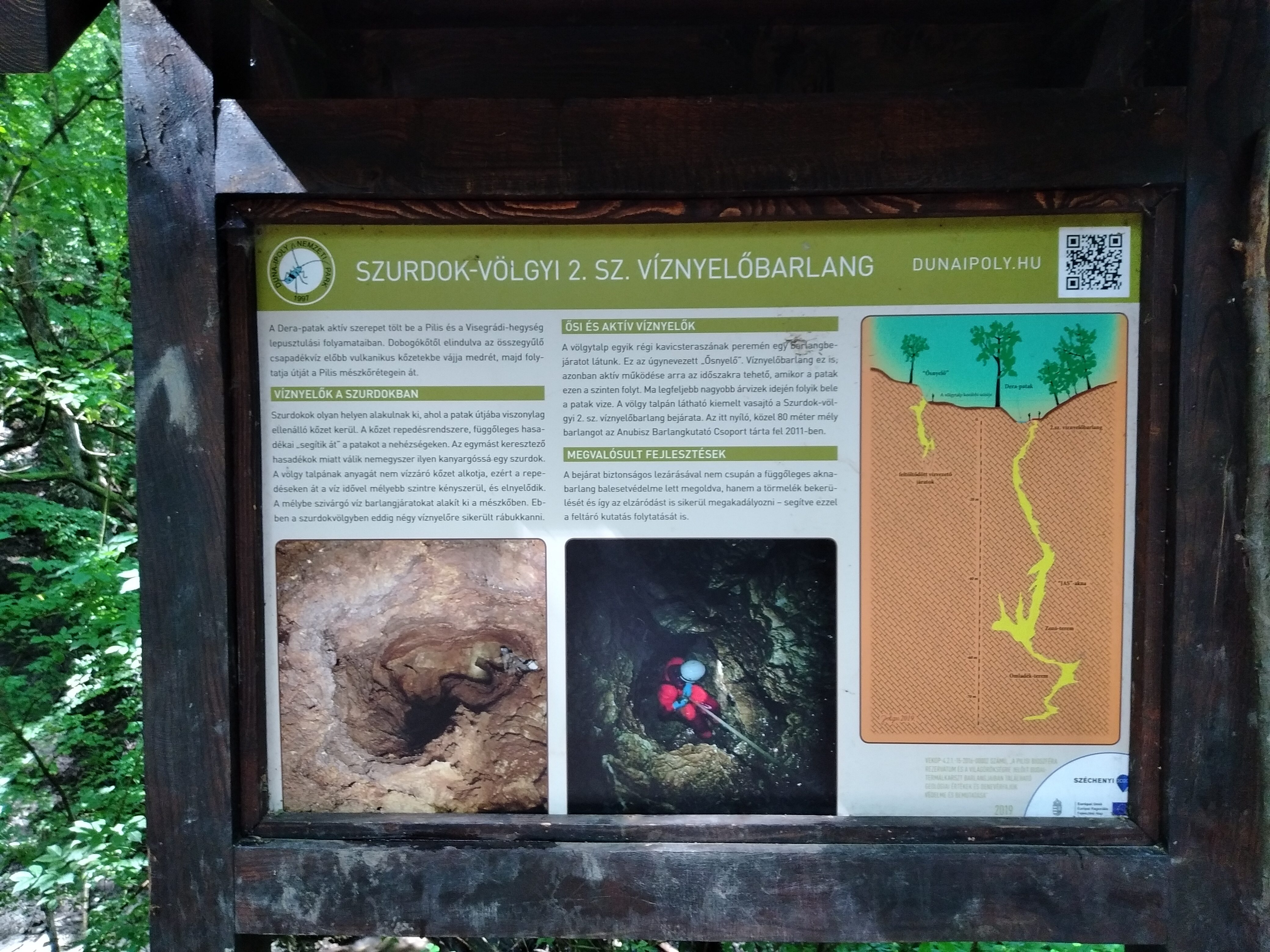
Információs tábla a Szurdok-völgyi 2. sz. víznyelő bejáratánál kialakított pihenőhelyen

Lebújtak a kőtömbök között és néhány méter után megint szálkőből álló járatban voltak. A meanderező hasadékból további 7 m járható be. A járat végpontján a mennyezet magassága lecsökken 20–30 cm-re, de a talpszintet alkotó kőtörmelék-kitöltés eltávolításával valószínűleg tovább lehet jutni. Előzetes méréseik szerint a barlang legmélyebb része 80 m mélyen van. A további feltárómunka szempontjából nagy reményekkel kecsegtet az a tény, hogy ebben a mélységben is intenzív légáramlás tapasztalható, amely a barlang alsó, ismeretlen részei felől áramlik.
A víznyelőbarlang aknarendszerének 2011. augusztus 27-ei további feltáró kutatásán Balogh István, Kocsis András, Molnár Mária, Megyesi Balázs és Fülöp Szilárd vettek részt. A víznyelőbarlang aknarendszerének 2011. szeptember 17-ei veszélytelenítésén Balogh István, Kocsis András, Fülöp Szilárd, Mészáros Bálint, Horváth Zoltán és Ökrös Szilveszter vettek részt. A víznyelőbarlang patakos szifonjának 2011. október 23-ai próbabontásán Balogh István, Kocsis András, Molnár Mária, Mészáros Bálint és Horváth Zoltán vettek részt. A nagy akna aljából nyíló huzatos hasadék termének 2011. november 26-ai feltárásán Balogh István, Kocsis András, Molnár Mária, Mészáros Bálint, Galambos Zoltán és Ökrös Szilveszter vettek részt. 2011. december 18-án a barlang fénykép-dokumentációjának elkészítésén és alsó, meanderes részének feltárásán, Balogh István, Kocsis András, Fülöp Szilárd, Galambos Zoltán, Megyesi Balázs, Molnár Mária és Ökrös Szilveszter vettek részt.
Az Anubisz Barlangkutató Csoport 2012. évi jelentésében az van írva, hogy a csoport 2011. július 15-én fedezte fel a 80 m mély Szurdok-völgyi 2. sz. víznyelőt. 2012-ben a csoporttagok kimászták a barlang alsó részéből induló kürtőt, de a kürtőmászásoknak nem volt nagy eredménye, mert csak 40–50 m-rel nőtt a barlang hossza. A nyári csapadékmentes időjárás miatt a barlang nagy aknájának aljából kezdődő patakos ág végponti szifonja vízmentes lett, ezért megkezdték a szifon átásását. Sok ásással 6 m-t haladtak előre a szifonban a csapadékos idő visszatértéig, de nem jutottak át a szifon agyagos-homokos kitöltésén. Biztató, hogy úgy tűnik, mintha a járat mennyezete lassan emelkedne a szifon legmélyebb pontja után, ezért folytatni fogják a szifon átbontását a következő nyári aszályos időszakban.

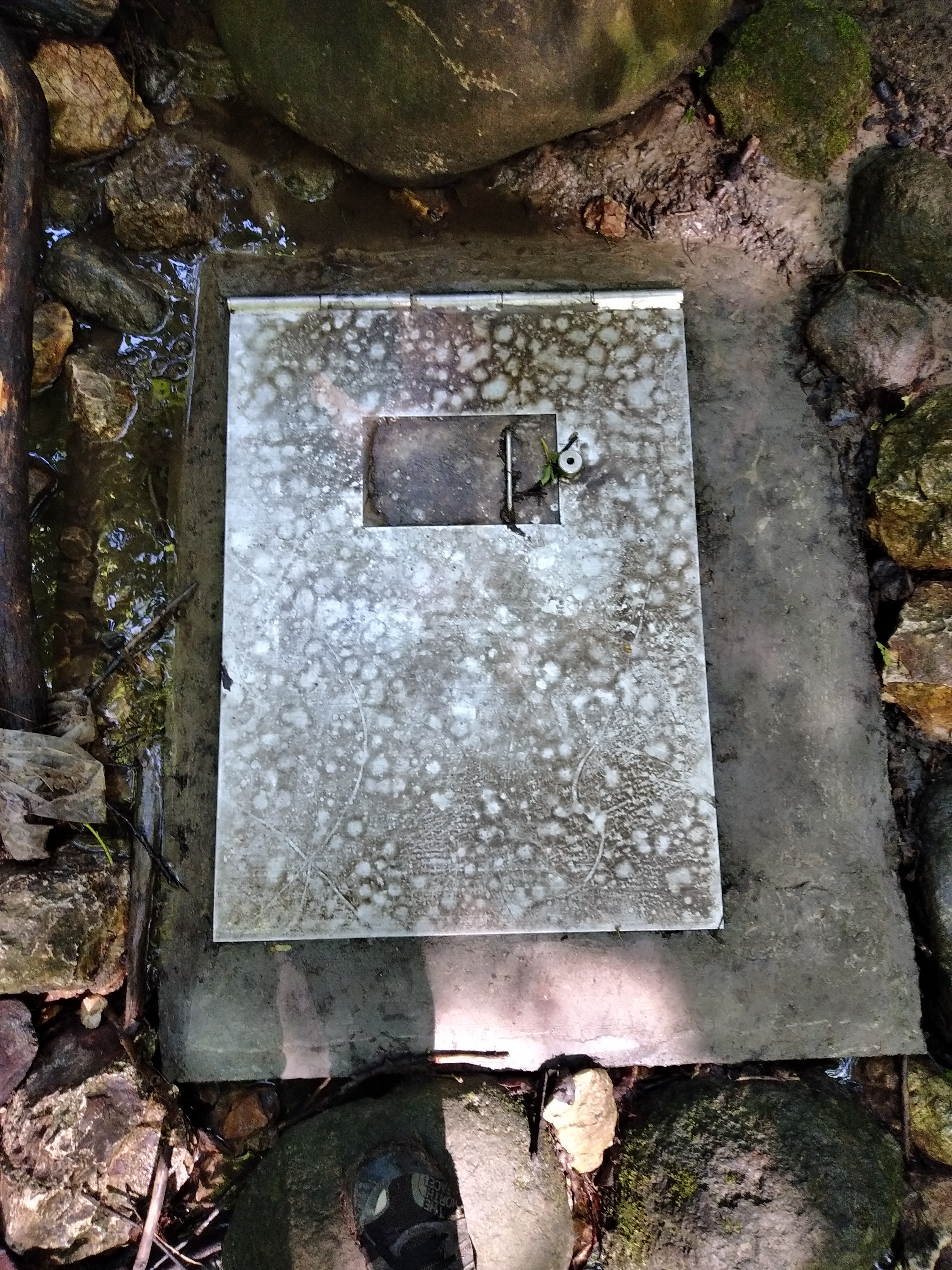
A Szurdok-völgyi 2. sz. víznyelő bejárata

A szifon bejárati részén minden bizonnyal indul az oldalfalból egy szifonkerülő járat, amelyben intenzív légáramlás tapasztalható. A járat 2 m után kiér a szálkőből és éppen csak kúszható méretű. 2 m után csak az egyik oldalfala szálkő, maga a járat apró kövekből álló patakhordalék jellegű kitöltésben halad. Mérésekkel igazolták, hogy a törmelékben kimosódott járat egy általuk korábban feltárt terem kitöltéssel borított talpszintje alatt halad át, de nem innen történik a légáramlat utánpótlása. Feltételezték, hogy a szifon korábbi visszaduzzadásaikor ennek a teremnek a törmelékzónája alatt folytatódó járatban talált utat magának a víz, mert a terem is egy impozáns, 25 m-ig feltárt kürtőn át vezette el régen a Szentkereszti-medence felszíni csapadékvizeit. Tervezték, hogy 2013-ban mélyítenek egy kutatóaknát, amelyet a terem alatt lévő szifonkerülő járattal kapcsolnak össze, így elkerülhető lenne a részben omladék alatt húzódó kuszoda omlásveszélyesnek látszó tágítása. Befejezték a barlang legmélyebb pontjának kutatását, mert egy veszélyesen instabil omladékzónán át érhető el a mélypont, valamint nem valószínű a fejletlen járatszelvények mérete miatt, hogy ebbe az irányba tartottak volna a barlangban elfolyó vizek. Az elért eredményekről folyamatosan tájékoztatják a hivatalt.
A víznyelőbarlang aknarendszerének 2012. május 6-ai veszélytelenítésén Balogh István, Kocsis András, Megyesi Balázs, Fábián Péter, Skrivanekné Frojimovics Ágnes, Halász László, Galambos Zoltán és Mészáros János vettek részt. A víznyelőbarlang aknarendszerének 2012. június 2-ai veszélytelenítésén, omlásmentesítésén Balogh István, Kocsis András, Katona József, Fábián Péter, Megyesi Balázs, Galambos Zoltán és Paulin Márton vettek részt. A víznyelőbarlang aknarendszerének 2012. június 30-ai légáramlás-vizsgálatán Kocsis András, Molnár Mária, Koszorús Andrea, Kovács Dániel, Mészáros János és Skrivanekné Frojimovics Ágnes vettek részt. A víznyelőbarlang kürtőinek 2012. július 8-ai felmérésén és kimászásán Balogh István, Kocsis András, Katona József, Fábián Péter és Megyesi Balázs vettek részt. A víznyelőbarlang kürtőinek 2012. július 21-ei felmérésén és kimászásán Balogh István, Kocsis András, Kovács Dániel, Mészáros János, Molnár Mária és Skrivanekné Frojimovics Ágnes vettek részt.

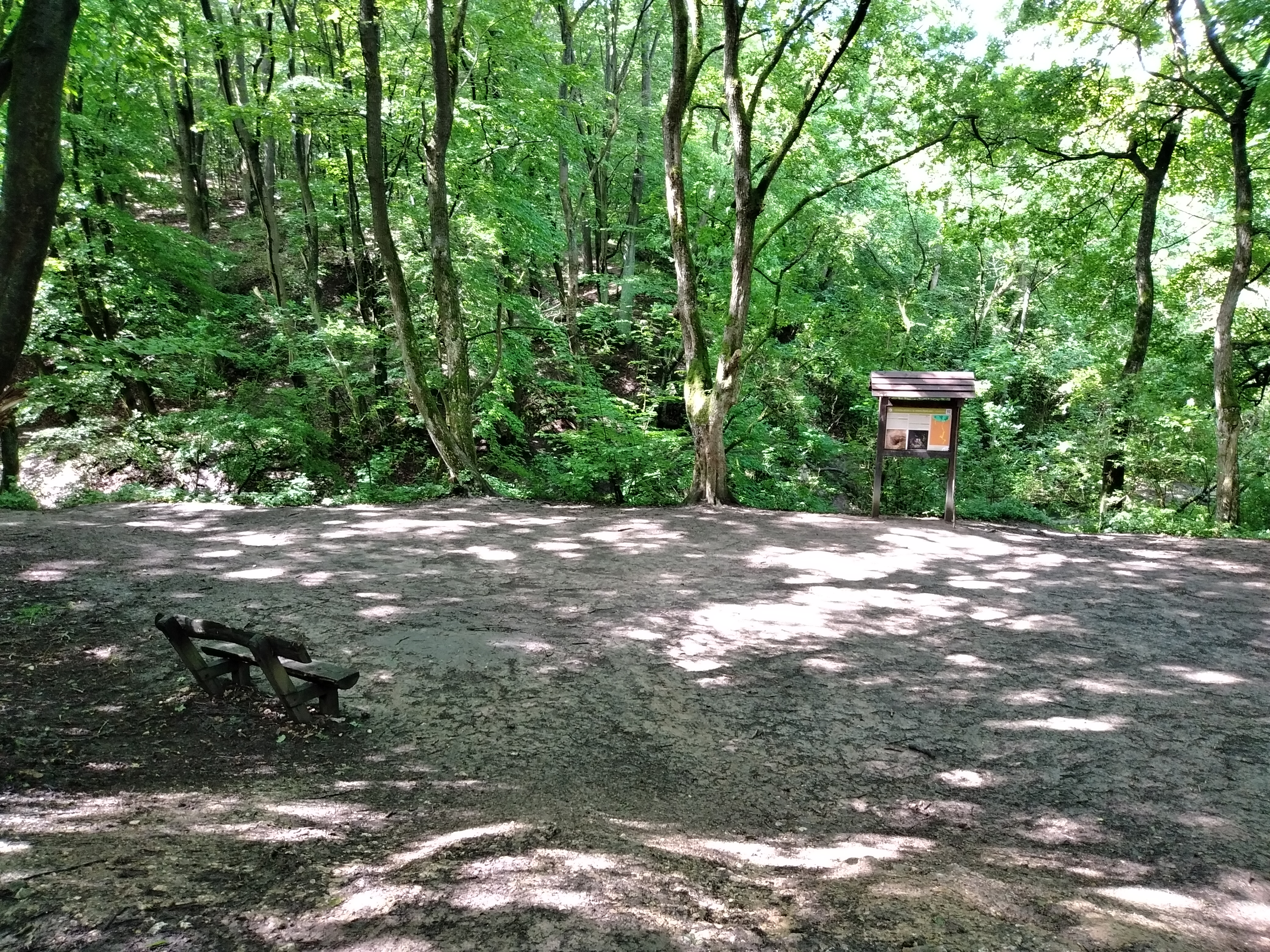
A Szurdok-völgyi 2. sz. víznyelő bejáratának környéke

A víznyelőbarlang kürtőinek 2012. augusztus 5-ei felmérésén és kimászásán Balogh István, Kocsis András, Galambos Zoltán, Mészáros János, Halász László és Skrivanekné Frojimovics Ágnes vettek részt. A víznyelőbarlang kürtőinek 2012. augusztus 18-ai felmérésén és kimászásán Balogh István, Kocsis András, Fábián Péter, Megyesi Balázs, Paulin Márton, Galambos Zoltán és Skrivanekné Frojimovics Ágnes vettek részt. A víznyelőbarlang szifonjában lerakódott aprószemcsés kitöltés 2012. szeptember 2-ei (száraz időben) átdeponálásán Balogh István, Kocsis András, Jurecz Tamás, Halász László, Ökrös Szilveszter, Galambos Zoltán és Skrivanekné Frojimovics Ágnes vettek részt. A víznyelőbarlang 2012. szeptember 15-ei vesztettpontos felmérésén Balogh István, Kocsis András, Jurecz Tamás, Fülöp Szilárd, Ökrös Szilveszter, Megyesi Balázs, Galambos Zoltán, Skrivanekné Frojimovics Ágnes és Kormos Tamás vettek részt. A víznyelőbarlang szifonjában lerakódott aprószemcsés kitöltés 2012. szeptember 30-ai (száraz időben) átdeponálásán Balogh István, Kocsis András, Jurecz Tamás, Fábián Péter, Ökrös Szilveszter, Galambos Zoltán, Megyesi Balázs és Kovács Dániel vettek részt.
A víznyelőbarlang szifonjának 2012. október 14-ei tereprendezésén Balogh István, Kocsis András, Jurecz Tamás, Fábián Péter, Ökrös Szilveszter, Nagy Gyula és Megyesi Balázs vettek részt. A víznyelőbarlang szifonjában lerakódott aprószemcsés kitöltés 2012. október 27-ei (száraz időben) átdeponálásán Balogh István, Kocsis András, Jurecz Tamás, Fábián Péter, Ökrös Szilveszter, Galambos Zoltán, Megyesi Balázs és Kovács Dániel vettek részt. A víznyelőbarlang omladékos terméből induló járat 2012. november 10-ei feltáró kutatására és a lehetséges végpont felmérésére szervezett munkán Balogh István, Kocsis András, Jurecz Tamás, Halász László, Ökrös Szilveszter, Skrivanekné Frojimovics Ágnes és Paulin Márton vettek részt. A víznyelőbarlang szifonjának 2012. december 28-ai, nagy vízhozamnál történő megfigyelésén Balogh István, Kocsis András, Halász László, Molnár Mária, Galambos Zoltán, Mészáros Bálint, Kormos Tamás és Horváth Zoltán vettek részt.
A Magyar Karszt- és Barlangkutató Társulat 2012. évi barlangnapján az egyik, barlangtúrázásra ajánlott barlang volt a Szurdok-völgyi 2. sz. víznyelő, amelyben csak elektromos lámpával lehetett közlekedni. A Duna–Ipoly Nemzeti Park Igazgatóság működési területén lévő és 4830-15 kataszteri számú Szurdok-völgyi 2. sz. víznyelő, 2012. február 25-től, a vidékfejlesztési miniszter 4/2012. (II. 24.) VM utasítása szerint, megkülönböztetetten védett barlang. 2013. július 19-től a vidékfejlesztési miniszter 58/2013. (VII. 11.) VM rendelete szerint a Szurdok-völgyi 2. sz. víznyelő (Pilis hegység, Duna–Ipoly Nemzeti Park Igazgatóság működési területe) az igazgatóság hozzájárulásával látogatható.

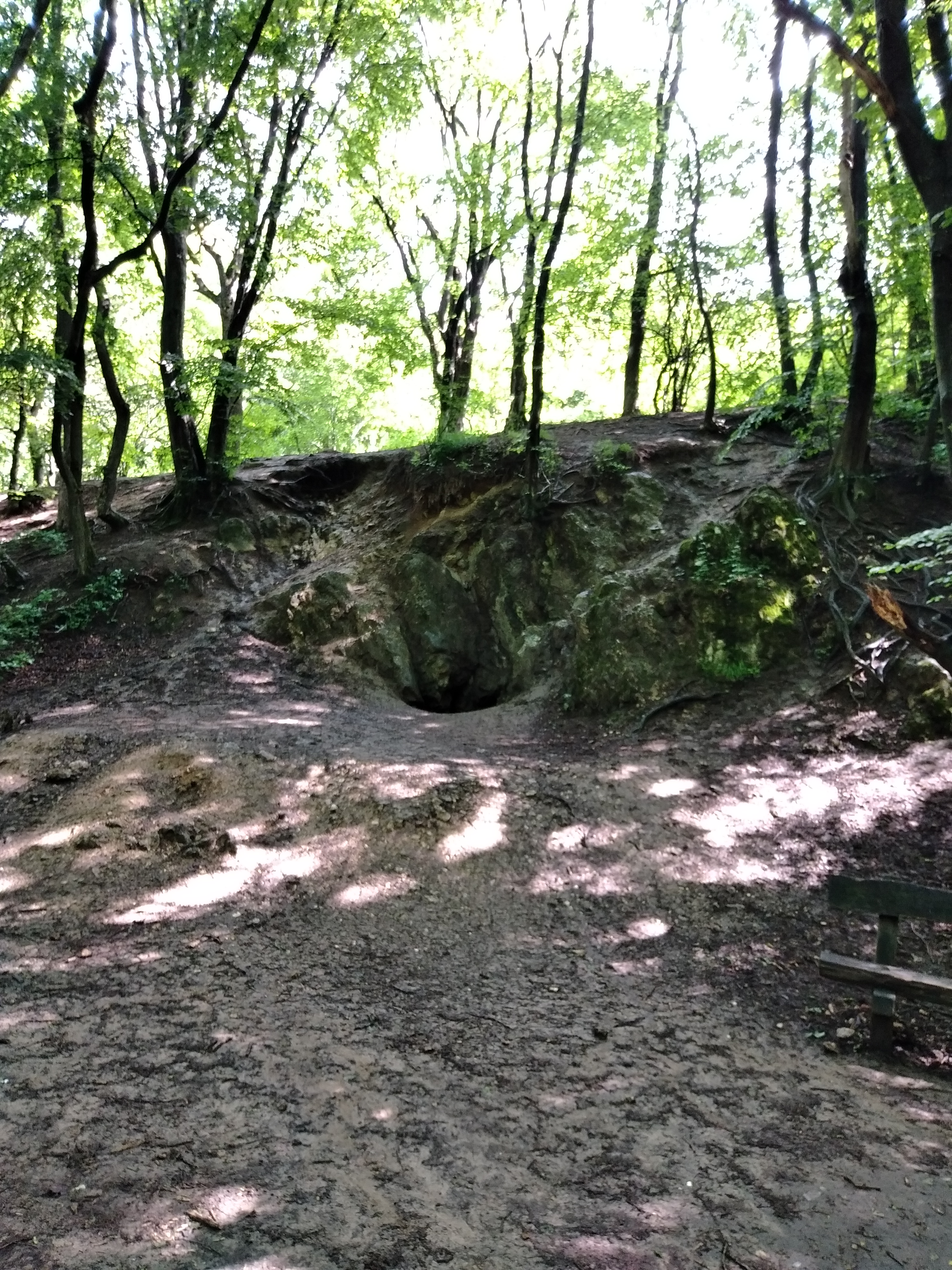
A Szurdok-völgyi 2. sz. víznyelő bejáratának közelében lévő Szurdok-völgyi 4. sz. víznyelő bejárata

A 2014-ben kiadott, Felfedezések a föld alatt – Magyarország új barlangjai 2003–2013 című könyvben olvasható egy Szentkereszti-víznyelőt (Szurdok-völgyi 2. sz. víznyelőt) bemutató ismertetés, amelyet Kocsis András írt. Az ismertetés szerint a Pilis hegységben található barlang 150 m hosszú és 80 m függőleges kiterjedésű. A hivatalosan Szurdok-völgyi 2. számú víznyelő nevű barlang Kocsis Andrásék által vált ismertté 2011 nyarán. A barlang a Pilisszentkereszt alatt lévő Szurdok nevű szurdokban helyezkedik el. Korábban egyáltalán nem tudtak a 308 m tszf. magasságban, patakmeder közepén nyíló barlangról. A legtöbben nem tartották lehetségesnek azt sem, hogy a Dera-patak szintje alatt légteres barlangok legyenek.
A laikusok pedig láthatták azt is, hogy kis vízhozamnál a Dera-patak vize a Szurdok elejétől kezdve egyre inkább fogy, és a Szurdok végére érve a meder már teljesen száraz. A földtanilag jól tájékozott barlangkutatók ezen kívül még azt is tudták, hogy a Pilis hegységben a karsztvízszint nem azonos a magasan lévő medencék agyagos takarója felett elhelyezkedő talajvízszinttel. Mégsem hitte senki, hogy a Dera-patak medrében barlangot lehet felfedezni. Mosolyogtak azon is, hogy Kessler Hubert valószínűleg írt egy barlangról, amelynek a Szurdokban volt a bejárata, majd törmelékkel behányták 20 m mély aknáját, hogy valaki bele ne essen. Aztán valósággá vált a legenda (sőt, annál még több is). Az Anubisz Barlangkutató Csoport már évtizedek óta foglalkozott a Szurdok barlangjaival, de a hegyoldalban nyíló inaktív, egészen feltöltődött Szurdok-völgyi-víznyelő 20 m mélységig történő megtisztításán kívül más eredményt nem ért el a csoport 2011 nyaráig. Ekkor a csoport tagjai eltervezték, hogy új helyen, a patakmeder közepén kezdenek el bontani.
Ehhez azonban el kellett volna terelni a meder alján csordogáló vizet, ezért a meder lemélyítésével pár méterrel arrébb csákánnyal próbálkoztak. Kivettek egy követ és a patak vize szürcsögve eltűnt a kő helyén. Egy fülkébe jutottak kis tágítással, amelynek falait egymásnak feszülő nagy kőtömbök és a hézagaikat kitöltő agyag képezte. Könnyű bontással szabaddá vált ennek a fülkének az alján egy emberderéknyi lyuk, amely szálkőben jött létre oldással. Ezen át lebújva egy lefelé táguló akna tetején voltak, ahol csatlakozott a járathoz oldalról egy vízfolyás, hogy vízesés formájában teljessé tegye a víznyelő arculatát. Az átlagosan 0,5–1 m széles, hasadékszerű akna alján, kb. 30 m mélységben egy lapítón átcsúszva egy sokkal tágabb akna tetejére értek. Hiába néztek lefelé a nagy akna bejáratánál, nem látszott a benne dübörögve szétporló vízesésétől az alja. Leereszkedtek az aknába. Az akna a beszállástól mérve 18 m mély volt, alján pedig elérte átmérője a 4 m-t. A víz (amely az ember vállát nagyon erősen dögönyözi) az akna ferde alján eltűnt egy szifonban. A barlangnak azonban itt nincs vége, mert többek között oldalt egy másik aknába nyílt egy ablak, amelyben lejjebb tudtak ereszkedni kb. 7 m-t. Ennek alján a patak megint megjelent és egy keskeny meanderben folyt el. Ide csak Kocsis András felesége tudott bepréselődni.

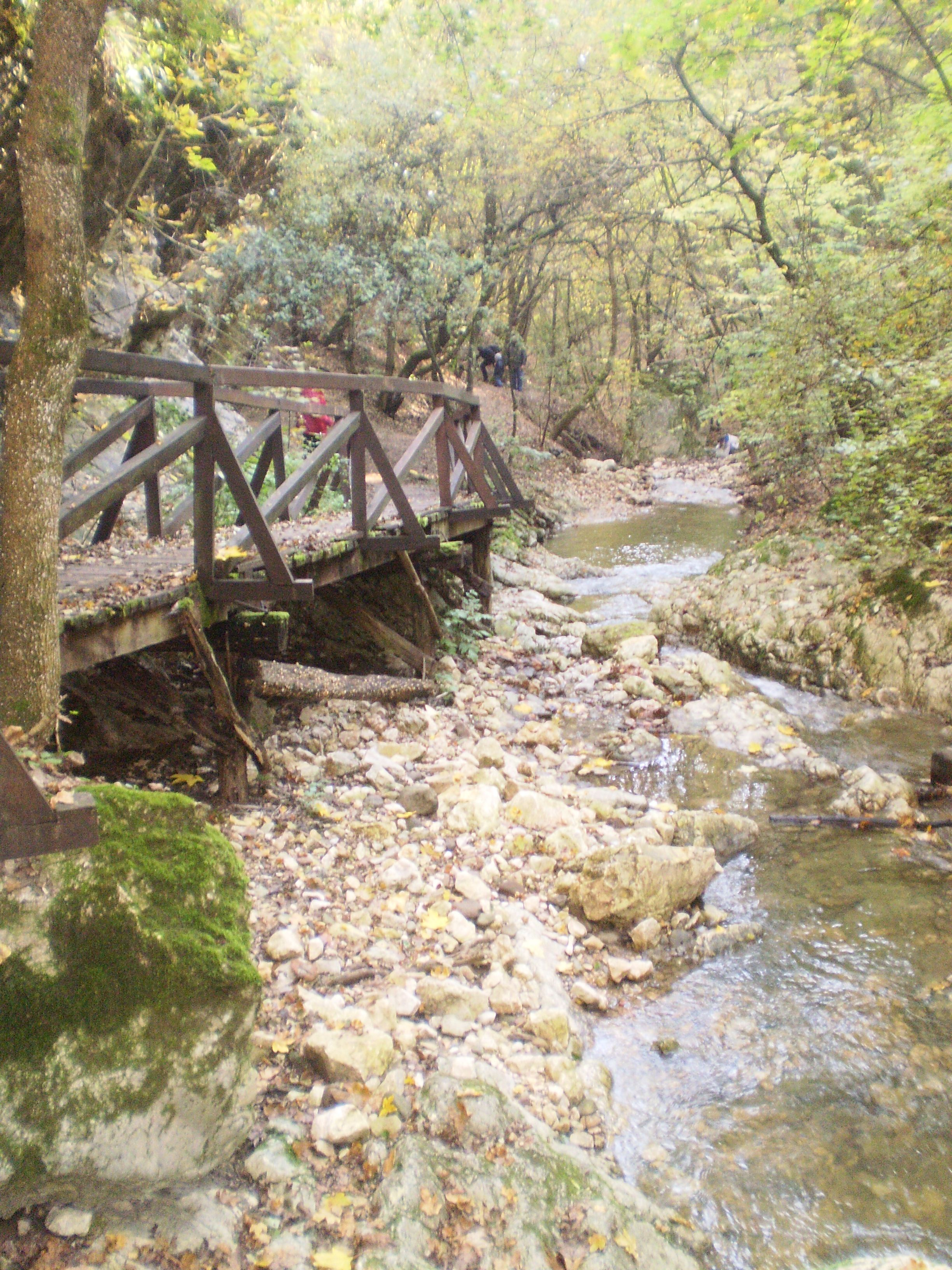
Részlet a Pilisszentkereszt melletti szurdokból

A meander egy pár méteres szűk rész megtétele után egy kis terem boltozatához kapcsolódott, de itt le lehetett mászni könnyen. A járat ezután egy hatalmas omladékhalomhoz ért. Az omladék felülről, ismeretlen helyről került ide. Az omladékos rész, ha életveszélyesen is, de átjárható az alján. Alatta egy fülke helyezkedik el, ahonnan megint szűk meanderben folyt tovább a patak. A meander járhatatlanul szűk lett pár méter kúszás után. Először itt, 80 m mélységben ütköztek akadályba. A csak kötéltechnikai eszközök használatával járható, 80 m mélységig feltárt, tág, aktív víznyelőbarlang legnagyobb légterű járata a 18 m-es nagy akna, amely az alján 4 m átmérőjű. Csak rendkívüli szárazságban apad el a barlangban zuhogó víz (pl. 2012 nyarán történt ilyen eset). A valódi víznyelőként kioldódott, napjainkig víznyelőként működő barlangban kevés a cseppkő. A felső aknában viszont sok kipreparálódott ősmaradvány látható. Szokatlan elemként gömbölyű kavicsok, közük akár 5 kg-os, legömbölyített andezittömbök fordulnak elő benne.
2012 nyarának nagy szárazságát kihasználva Slíz György és társai tudtak kissé továbbjutni a barlang alsó végpontjánál. Áttörték a szálkőből álló szűkületet és mögötte egy fülkét, valamint egy új szűkületet fedeztek fel. Miután áttörték azt is, egy szűk, de majdnem járható méretű meandert találtak, amelynek kitágításához már nem volt elég idő. Senki sem járt ott azóta. Ott pedig nagy az esély a továbbjutásra, mert visszaduzzadás nélkül tűnik el benne a víz. A karsztvízszint az írások alapján 100 m-rel mélyebben van. Kevés olyan ember van, aki egész nap nyomja a fúrógépet a patakban fekve. A víznyelő felfedezése megmozgatta a barlangkutatók fantáziáját azért, mert a szurdok vízgyűjtőterülete 12 km² és árvizekkor kis folyó is kialakulhat benne. Ide lejt a Hosszú-hegy fennsíkjának egy része, a teljes Pilis hegy, a Dobogő-kő D-i lejtője és a Szentkereszti-medence. Utóbbi kettőnek vízzáró a kőzete (vulkáni agglomerátum és agyag).
Érdekelte a barlangkutatókat, hogy az itt eltűnő víz hol bukkan elő. Felvetődött, hogy van a karsztvízszinten egy tág, patakos és végigjárható barlangfolyosó, amely Pomáz felé halad. Ez azonban túlzás, mert ha volna ilyen, akkor Pomázon egy karsztforrásnak is tartoznia kell hozzá. Ilyen pedig nincs. Kocsis Ákos talált egy valószínűleg régi forrásszájat Pomázon, amely a Dera-patak medre felett pár méterre helyezkedik el, de ez csak arra bizonyíték (ha tényleg forrásszáj volt), hogy egy vízvezető járat egykor oda vezetett. Nem biztos, hogy végigjárható volt, az pedig főleg nem biztos, hogy jelenleg is végigjárható. Ugyanis az inaktív barlangjáratok feltöltődnek, elcseppkövesednek, beomlanak, ezért összefüggőek nagy kiterjedésben ritkán maradnak. Az pedig, hogy egy adott pontig eljut a víz, nem mindenképpen jelenti azt, hogy gyalog járható a folyosó, mert elképzelhető, hogy a víz alászáll akár több 100 m mélységbe és arasznyi hasadékokon áramlik. Semmi nem támasztja alá, hogy Pomáz felé haladjon a víz. Elképzelhető, hogy a mélykarsztba leszáll és ott veszi útját a csillaghegyi források felé. Nincs erre hatással a felszín domborzata. Áramlását (eltérően a hidegvizes karsztokétól) főleg a geotermikus hatások miatt kialakuló fajsúlykülönbség határozza meg.

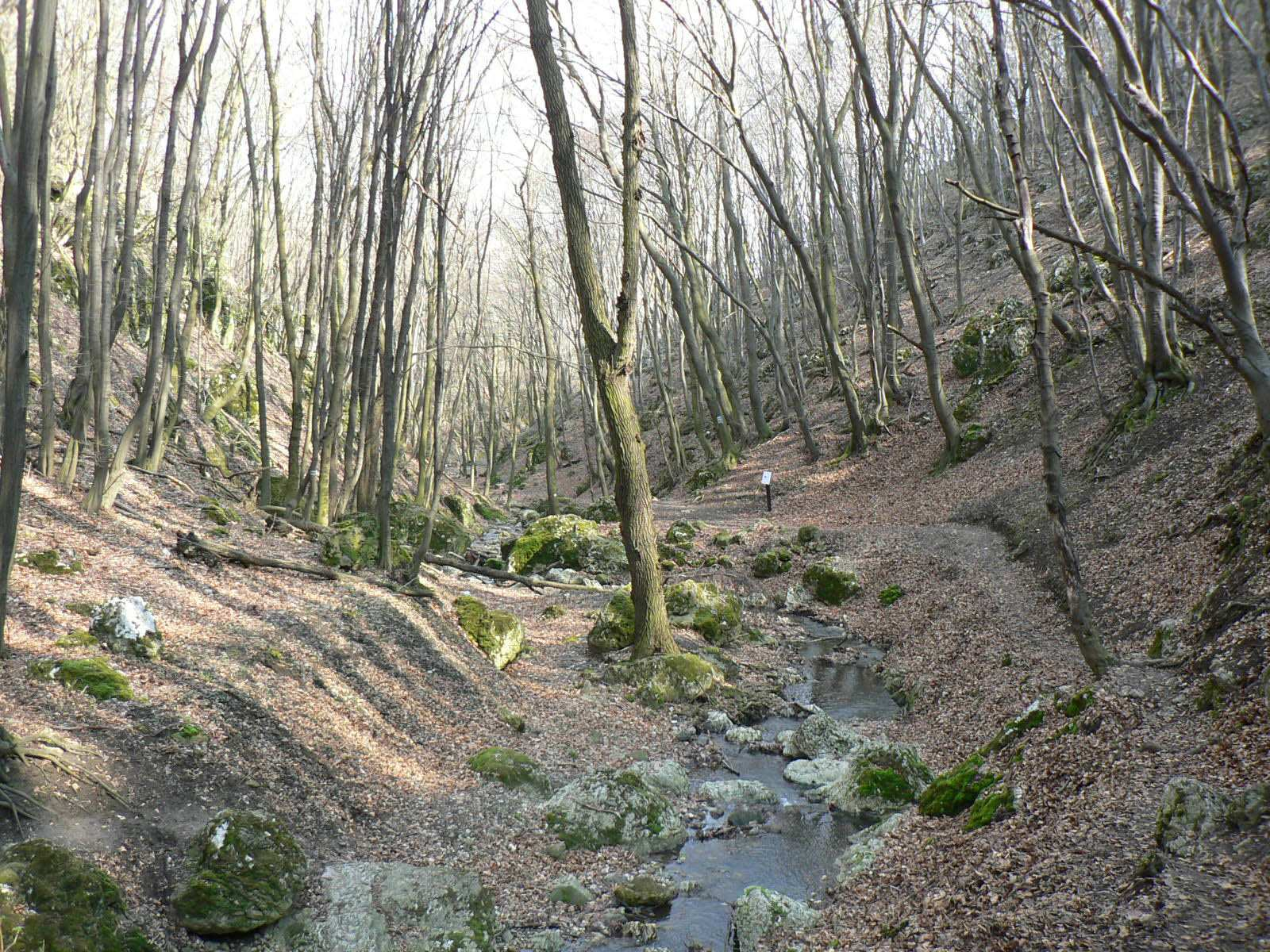
Részlet a Pilisszentkereszt melletti szurdokból

Azonban a Pilisszentkereszt feletti, időszakosan aktív patakmederben is van egy víznyelési pont. Mellette, kb. 500 m tszf. magasságban van a bejárata a Szopláki-ördöglyuknak, amely valószínűleg egy hatalmas fosszilis víznyelő. Ha létezik a feltételezett patakos barlang, akkor annak majdnem 400 m a szintkülönbsége, a légvonalbeli hossza pedig több 10 km-nél. A Szurdokban nem ez az egyetlen víznyelő, mert a Szurdok-völgyi 2. sz. víznyelő felfedezése óta találtak még kettőt. Valószínűleg úgy sorakoznak a víznyelők a patakmeder alatt, mint ágyásban a sárgarépák. Nagy az esély arra, hogy ezek levezetnek a karsztvízszintig, amely 180 m-rel mélyebben található a Szurdok tetejétől mérve. Remélik, hogy a feltáró kutatás kideríti, hogy mi van a karsztvízszintnél. A Duna–Ipoly Nemzeti Park Igazgatóság elhatározta a forgalmas turistaút mellett és egyben patak közepén nyíló, árvizek betemető hatásának is kitett barlang bejáratának lezárását, ezért lehet, hogy e sorok nyomdába kerülésekor már az árvízi vízszint fölé kiemelt ajtóval lezárt bejárata lesz.
A kiadványban látható a barlang hosszmetszet térképe. Az egyik ábrán a Dera-patak felső szakaszának metszete van megrajzolva, amelyen ábrázolva van a régi (hibás) és az új elképzelés szerinti állapot. Egy másik ábrán látható a pilisszentkereszti szurdok vízgyűjtőterülete, amely nagyobb mint 10 km². A könyvbe bekerült 5 színes fénykép, amelyek a barlangot mutatják be. Az első fényképen a kivételesen vízesés nélküli 20-as akna figyelhető meg (Nagy Gergely Domonkos fényképe). A második fényképen kavicsok láthatók (Slíz György fényképe). A harmadik fényképen egy béka van megörökítve, amely gyakori víznyelőkben (Slíz György fényképe.) A negyedik fényképen a patak közepén nyíló bejárat tekinthető meg (Slíz György fényképe). Az ötödik fényképen a barlangban lévő egyik cseppkő figyelhető meg (Slíz György fényképe).
2021. május 10-től az agrárminiszter 17/2021. (IV. 9.) AM rendelete szerint a Szurdok-völgyi 2. sz. víznyelő (Pilis hegység, Duna–Ipoly Nemzeti Park Igazgatóság működési területe) az igazgatóság engedélyével látogatható.